# Unai Uribarri
Unai Uribarri Artabe (* 28. Februar 1984 in Mañaria) ist ein ehemaliger spanischer Radrennfahrer. Der aus der Provinz Bizkaia stammende Sportler wurde in der Saison 2006 beim baskischen UCI ProTeam Euskaltel-Euskadi Profi, nachdem er 2005 bei den spanischen U23-Meisterschaften im Einzelzeitfahren Zweiter wurde. Nach Ablauf der Saison 2008 beendete er seine Karriere.

## Erfolge
2005
- Spanische Meisterschaft Einzelzeitfahren (U23)

2008
- Mannschaftszeitfahren Vuelta a Navarra

## Teams
- 2006 Euskaltel-Euskadi
- 2007 Euskaltel-Euskadi
- 2008 Orbea-Oreka S.D.A.